# Olympische Winterspiele 1964/Teilnehmer (Deutschland)
| Gelbes Symbol für Goldmedaillen mit stilisierten Olympischen Ringen | Graues Symbol für Silbermedaillen mit stilisierten Olympischen Ringen | Braundes Symbol für Bronzemedaillen mit stilisierten Olympischen Ringen |
| ------------------------------------------------------------------- | --------------------------------------------------------------------- | ----------------------------------------------------------------------- |
| 3                                                                   | 3                                                                     | 3                                                                       |

Die gesamtdeutsche Mannschaft, letztmals bestehend aus Sportlern und Sportlerinnen der Bundesrepublik Deutschland und der Deutschen Demokratischen Republik nahm an den Olympischen Winterspielen 1964 im österreichischen Innsbruck mit einer Delegation von 96 Athleten, 73 Männer und 23 Frauen, teil.
Um die Startplätze in der gesamtdeutschen Mannschaft fanden Qualifikationskämpfe zwischen den ost- und westdeutschen Athleten statt. Diese waren meist hart umkämpft. Letztendlich nahmen 40 Sportler aus neun DDR-Leistungszentren und 56 Sportler aus Vereinen der BRD teil.

## Flaggenträger
Der Kombinierer Georg Thoma trug die Flagge der gesamtdeutschen Mannschaft während der Eröffnungsfeier, die Rennrodelolympiasiegerin Ortrun Enderlein trug sie während der Schlussfeier.
- Siehe auch: Liste der Fahnenträger der deutschen Mannschaften bei Olympischen Spielen

## Medaillen

### Medaillenspiegel
| Rang   | Sportart              | Gold | Silber | Bronze | Gesamt |
| ------ | --------------------- | ---- | ------ | ------ | ------ |
| 1      | Rennrodeln            | 2    | 2      | 1      | 5      |
| 2      | Eiskunstlauf          | 1    | 1      | —      | 2      |
| 3      | Nordische Kombination | —    | —      | 1      | 1      |
| 5      | Ski Alpin             | —    | —      | 1      | 1      |
| Gesamt | Gesamt                | 3    | 3      | 3      | 31     |

### Medaillengewinner
| Name/n                            | Sportart              | Wettkampf |
| --------------------------------- | --------------------- | --------- |
| Gold                              |                       |           |
| Thomas Köhler                     | Rennrodeln            | Einsitzer |
| Ortrun Enderlein                  | Rennrodeln            | Einsitzer |
| Manfred Schnelldorfer             | Eiskunstlauf          | Einzel    |
| Silber                            |                       |           |
| Marika Kilius Hans-Jürgen Bäumler | Eiskunstlauf          | Paarlauf  |
| Klaus-Michael Bonsack             | Rennrodeln            | Einsitzer |
| Ilse Geisler                      | Rennrodeln            | Einsitzer |
| Bronze                            |                       |           |
| Georg Thoma                       | Nordische Kombination | Einzel    |
| Wolfgang Bartels                  | Ski Alpin             | Abfahrt   |
| Hans Plenk                        | Rennrodeln            | Einsitzer |

## Teilnehmer nach Sportarten

### Biathlon
In der einzigen Entscheidung gingen nur Athleten aus den DDR-Leistungszentren Zinnwald und Oberhof an den Start. Auf den Ausgang des Rennens hatten sie keinen Einfluss.
| Athleten            | Wettbewerbe  | Zeit        | Fehler      | Rang |
| ------------------- | ------------ | ----------- | ----------- | ---- |
| Männer              |              |             |             |      |
| Helmut Klöpsch      | 20 km Einzel | 1:38:08,5 h | 3 (1+0+1+1) | 31   |
| Hans-Dieter Riechel | 20 km Einzel | 1:34:30,9 h | 3 (1+0+0+2) | 21   |
| Dieter Ritter       | 20 km Einzel | 1:38:51,4 h | 8 (0+2+4+2) | 33   |
| Egon Schnabel       | 20 km Einzel | 1:34:53,0 h | 2 (1+0+0+1) | 24   |

### Bob
Die aus Riessersee und Ohlstadt kommenden Bobs hatten mit der Vergabe der Medaillen nichts zu tun.
| Athleten                                                   | Wettbewerb | Lauf 1      | Lauf 1 | Lauf 2      | Lauf 2 | Lauf 3      | Lauf 3 | Lauf 4      | Lauf 4 | Gesamt      | Gesamt |
| Athleten                                                   | Wettbewerb | Zeit        | Rang   | Zeit        | Rang   | Zeit        | Rang   | Zeit        | Rang   | Zeit        | Rang   |
| ---------------------------------------------------------- | ---------- | ----------- | ------ | ----------- | ------ | ----------- | ------ | ----------- | ------ | ----------- | ------ |
| Männer                                                     |            |             |        |             |        |             |        |             |        |             |        |
| Hans Maurer Rupert Grasegger                               | Zweierbob  | 1:06,72 min | 8      | 1:07,76 min | 16     | 1:06,92 min | 13     | 1:08,37 min | 17     | 4:29,77 min | 14     |
| Franz Wörmann Hubert Braun                                 | Zweierbob  | 1:06,87 min | 10     | 1:06,42 min | 8      | 1:05,17 min | 1      | 1:06,24 min | 3      | 4:24,70 min | 6      |
| Franz Schelle Ludwig Siebert Josef Sterff Otto Göbl        | Viererbob  | 1:04,21 min | 7      | 1:03,50 min | 1      | 1:04,15 min | 5      | 1:04,33 min | 6      | 4:16,19 min | 5      |
| Franz Wörmann Anton Wackerle Rupert Grasegger Hubert Braun | Viererbob  | 1:04,47 min | 10     | 1:04,42 min | 10     | 1:05,25 min | 14     | 1:04,54 min | 7      | 4:18,68 min | 9      |

### Eishockey
In der vorolympischen innerdeutschen Qualifikation ging es äußerst knapp zu. Während sich beide Mannschaften in Füssen unentschieden 4:4 trennten, musste sich die DDR-Auswahl vor heimischen Publikum in Berlin knapp mit 3:4 geschlagen geben. Damit vertrat die BRD-Auswahl Deutschland in Innsbruck. Die Mannschaft qualifizierte sich für die Finalrunde und belegte in der Endabrechnung unter 16 teilnehmenden Mannschaften den siebten Platz.
| Wettbewerb  | Männer |
| ----------- | --- |
| Spieler     | Paul Ambros Bernd Herzig Michael Hobelsberger Ulli Jansen Ernst Köpf Albert Loibl Sepp Reif Otto Schneitberger Georg Scholz Siegfried Schubert Horst Schuldes Peter Schwimmbeck Kurt Sepp Ernst Trautwein Sylvester Wackerle Leonhard Waitl Helmut Zanghellini |
| Vorrunde    | Polen 2:1 |
| Finalrunde  | Tschechoslowakei 1:11 Vereinigte Staaten 0:8 Kanada 2:4 Schweden 2:10 Sowjetunion 0:10 Schweiz 6:5 Finnland 2:1 |
| Platzierung | 7. |

### Eiskunstlauf
Beide Staaten waren jeweils mit 6 Athleten vertreten, Medaillen gingen jedoch nur nach Westdeutschland.
| Athleten                              | Wettbewerbe | Kurzprogramm | Kür  | Gesamt | Gesamt |
| Athleten                              | Wettbewerbe | Rang         | Rang | Punkte | Rang   |
| ------------------------------------- | ----------- | ------------ | ---- | ------ | ------ |
| Frauen                                |             |              |      |        |        |
| Uschi Keszler                         | Einzel      | 25           | 18   | 1642,3 | 24     |
| Inge Paul                             | Einzel      | 17           | 12   | 1720,3 | 14     |
| Gabriele Seyfert                      | Einzel      | 21           | 17   | 1685,1 | 19     |
| Männer                                |             |              |      |        |        |
| Ralph Borghard                        | Einzel      | 10           | 7    | 1742,2 | 11     |
| Manfred Schnelldorfer                 | Eistanz     | 1            | 1    | 1916,9 | Gold   |
| Sepp Schönmetzler                     | Einzel      | 12           | 8    | 1743,1 | 12     |
| Mixed                                 |             |              |      |        |        |
| Marika Kilius Hans-Jürgen Bäumler     | Paarlauf    | –            | –    | 103,6  | Silber |
| Margit Senf Peter Göbel               | Paarlauf    | –            | –    | 87,9   | 13     |
| Brigitte Wokoeck Heinz-Ulrich Walther | Paarlauf    | –            | –    | 88,8   | 11     |

### Eisschnelllauf
Bei den Damen kamen die Läuferinnen um die Olympiasiegerin von 1960, Helga Haase, ausschließlich aus den DDR-Leistungszentren TSC und Dynamo Berlin. Allein Haase konnte auf ihren Wettkampfstrecken mit der Weltspitze mithalten, allerdings reichte es nicht wieder für eine Medaille. 
Bei den Herren, deren Starter aus Inzell, Schweinfurt und Berlin kamen, gelang dem Inzeller Gerd Zimmermann über 10.000 Meter ein beachtlicher siebter Platz.
| Athleten           | Wettbewerbe | Zeit        | Rang |
| ------------------ | ----------- | ----------- | ---- |
| Frauen             |             |             |      |
| Sigrit Behrenz     | 500 m       | 50,9 s      | 25   |
| Rita Blankenburg   | 1000 m      | 5:40,8 min  | 17   |
| Helga Haase        | 500 m       | 47,2 s      | 8    |
| Helga Haase        | 1000 m      | 1:35,7 min  | 4    |
| Helga Haase        | 1500 m      | 2:28,6 min  | 5    |
| Erika Heinicke     | 1000 m      | 1:43,2 min  | 23   |
| Erika Heinicke     | 1500 m      | 2:40,4 min  | 28   |
| Erika Heinicke     | 3000 m      | 5:56,0 min  | 28   |
| Inge Lieckfeldt    | 1500 m      | 2:36,2 min  | 21   |
| Inge Lieckfeldt    | 3000 m      | 5:42,7 min  | 21   |
| Brigitte Reichert  | 500 m       | 49,8 s      | 21   |
| Brigitte Reichert  | 1000 m      | 1:44,9 min  | 25   |
| Männer             |             |             |      |
| Herbert Höfl       | 500 m       | 42,3 s      | 24   |
| Herbert Höfl       | 1500 m      | 2:16,8 min  | 26   |
| Helmut Kuhnert     | 500 m       | 41,8 s      | 16   |
| Jürgen Schmidt     | 1500 m      | 2:20,0 min  | 39   |
| Jürgen Schmidt     | 5000 m      | 8:36,6 min  | 39   |
| Günter Tilch       | 500 m       | 42,3 s      | 24   |
| Günter Traub       | 500 m       | 43,4 s      | 33   |
| Günter Traub       | 1500 m      | 2:15,3 min  | 17   |
| Günter Traub       | 5000 m      | 7:53,9 min  | 11   |
| Günter Traub       | 10.000 m    | 16:58,4 min | 19   |
| Jürgen Traub       | 10.000 m    | 17:08,9 min | 21   |
| Gerhard Zimmermann | 1500 m      | 2:17,3 min  | 29   |
| Gerhard Zimmermann | 5000 m      | 7:56,8 min  | 13   |
| Gerhard Zimmermann | 10.000 m    | 16:22,5 min | 7    |

### Nordische Kombination
Nach dem Springen sah es nach der Wiederholung des Olympiasiegs von 1960 in Squaw Valley für Georg Thoma aus. Der Hinterzartener belegte Rang eins. Platz vier von Roland Weißpflog sowie Platz sechs von Rainer Dietel rundeten das gute Sprungergebnis ab. Im Langlauf verschlechterten sich jedoch bis auf Horst Möhwald, dem vierten Starter, alle deutschen Athleten und Georg Thoma blieb nur noch der Bronzerang.
| Athleten         | Wettbewerb           | Skispringen | Skispringen | Skispringen | Skispringen | Skispringen | Langlauf    | Langlauf | Langlauf | Gesamt | Gesamt |
| Athleten         | Wettbewerb           | 1. Weite    | 2. Weite    | 3. Weite    | Punkte      | Rang        | Zeit        | Punkte   | Rang     | Punkte | Rang   |
| ---------------- | -------------------- | ----------- | ----------- | ----------- | ----------- | ----------- | ----------- | -------- | -------- | ------ | ------ |
| Männer           |                      |             |             |             |             |             |             |          |          |        |        |
| Rainer Dietel    | Einzel Normalschanze | 114,5 m     | 109,3 m     | 108,3 m     | 223,8       | 6           | 54:07,3 min | 193,34   | 15       | 417,14 | 9      |
| Horst Möhwald    | Einzel Normalschanze | 97,0 m      | 89,4 m      | 92,2 m      | 189,2       | 23          | 52:56,2 min | 206,98   | 11       | 396,18 | 17     |
| Georg Thoma      | Einzel Normalschanze | 122,0 m     | 119,1 m     | 112,7 m     | 241,1       | 1           | 52:31,2 min | 211,78   | 10       | 452,88 | Bronze |
| Roland Weißpflog | Einzel Normalschanze | 101,3 m     | 117,1 m     | 115,3 m     | 232,4       | 4           | 56:18,2 min | 169,30   | 23       | 401,70 | 16     |

### Rodeln
Bei der olympischen Premiere des Rennrodelns gewannen die deutschen Athleten fünf von neun zu vergebenden Medaillen, wobei vier davon von Sportlern des DDR-Leistungszentrums SC Traktor Oberwiesenthal gewonnen wurden.
Bei den Damen gewann etwas überraschend die bis dahin unbekannte Ortrun Enderlein vor ihrer Clubkameradin und Weltmeisterin von 1963, Ilse Geisler.
Bei den Herren kam es zum Dreifacherfolg, wobei der vierte Starter, Mitfavorit und Senior im Männerteam, Fritz Nachmann, schon im ersten Lauf stürzte.
 Bei den Doppelsitzern kam der Schlitten Deutschland I auf dem undankbaren 4. Platz ein, während das andere, schon medaillengeschmückte, Duo Köhler/Bonsack stürzte.
| Athlet                              | Wettbewerb   | Lauf 1  | Lauf 1 | Lauf 2  | Lauf 2 | Lauf 3  | Lauf 3 | Lauf 4  | Lauf 4 | Gesamt      | Gesamt |
| Athlet                              | Wettbewerb   | Zeit    | Rang   | Zeit    | Rang   | Zeit    | Rang   | Zeit    | Rang   | Zeit        | Rang   |
| ----------------------------------- | ------------ | ------- | ------ | ------- | ------ | ------- | ------ | ------- | ------ | ----------- | ------ |
| Frauen                              |              |         |        |         |        |         |        |         |        |             |        |
| Minna Blüml                         | Einsitzer    | 56,87 s | 16     | 53,80 s | 8      | 52,33 s | 4      | 53,32 s | 6      | 3:36,32 min | 10     |
| Ortrun Enderlein                    | Einsitzer    | 51,13 s | 1      | 51,12 s | 1      | 50,87 s | 1      | 51,55 s | 1      | 3:24,67 min | Gold   |
| Ilse Geisler                        | Einsitzer    | 51,28 s | 2      | 51,48 s | 2      | 51,20 s | 2      | 53,46 s | 7      | 3:27,42 min | Silber |
| Männer                              |              |         |        |         |        |         |        |         |        |             |        |
| Klaus-Michael Bonsack               | Einsitzer    | 51,61 s | 2      | 51,33 s | 1      | 51,68 s | 2      | 52,42 s | 1      | 3:27,04 min | Silber |
| Thomas Köhler                       | Einsitzer    | 51,27 s | 1      | 51,53 s | 2      | 51,50 s | 1      | 52,47 s | 2      | 3:26,77 min | Gold   |
| Fritz Nachmann                      | Einsitzer    | DNF     | DNF    | DNF     | DNF    | DNF     | DNF    | DNF     | DNF    | DNF         | DNF    |
| Hans Plenk                          | Einsitzer    | 52,12 s | 3      | 52,25 s | 3      | 52,31 s | 3      | 53,47 s | 7      | 3:30,15 min | Bronze |
| Klaus-Michael Bonsack Thomas Köhler | Doppelsitzer | 51,27 s | 3      | 51,81 s | 4      | –       | –      | –       | –      | 1:43,08 min | 4      |
| Walter Eggert Helmut Vollprecht     | Doppelsitzer | 53,13 s | 11     | DNS     | DNS    | –       | –      | –       | –      | DNF         | DNF    |

### Ski Alpin
Das rein westdeutsche Damenteam um die Olympiasiegerin von 1960, Heidi Biebl, konnte nicht an die Erfolge von Squaw Valley anknüpfen. Biebl belegte jedoch in zwei Wettbewerben den vierten Platz.
Wie 1960 konnte das Herrenteam, bestehend aus vier westdeutschen und zwei ostdeutschen Athleten, wieder eine Medaille mitnehmen, diesmal Bronze.
| Athleten            | Wettbewerbe  | Qualifikation | Qualifikation | Qualifikation | Qualifikation | Finale      | Finale  | Finale      | Finale  | Finale      | Finale |
| Athleten            | Wettbewerbe  | 1. Lauf       | 1. Lauf       | 2. Lauf       | 2. Lauf       | 1. Lauf     | 1. Lauf | 2. Lauf     | 2. Lauf | Gesamt      | Gesamt |
| Athleten            | Wettbewerbe  | Zeit          | Rang          | Zeit          | Rang          | Zeit        | Rang    | Zeit        | Rang    | Zeit        | Rang   |
| ------------------- | ------------ | ------------- | ------------- | ------------- | ------------- | ----------- | ------- | ----------- | ------- | ----------- | ------ |
| Frauen              |              |               |               |               |               |             |         |             |         |             |        |
| Heidi Biebl         | Abfahrt      | –             | –             | –             | –             | –           | –       | –           | –       | 1:57,87 min | 4      |
| Heidi Biebl         | Riesenslalom | –             | –             | –             | –             | –           | –       | –           | –       | DSQ         | DSQ    |
| Heidi Biebl         | Slalom       | –             | –             | –             | –             | 44,61 s     | 4       | 49,43 s     | 7       | 1:34,04 min | 4      |
| Barbara Henneberger | Abfahrt      | –             | –             | –             | –             | –           | –       | –           | –       | 1:58,03 min | 5      |
| Barbara Henneberger | Riesenslalom | –             | –             | –             | –             | –           | –       | –           | –       | 1:54,26 min | 7      |
| Barbara Henneberger | Slalom       | –             | –             | –             | –             | 47,17 s     | 14      | 50,38 s     | 10      | 1:37,55 min | 10     |
| Burgl Färbinger     | Abfahrt      | –             | –             | –             | –             | –           | –       | –           | –       | 2:01,23 min | 12     |
| Burgl Färbinger     | Riesenslalom | –             | –             | –             | –             | –           | –       | –           | –       | 1:58,84 min | 18     |
| Burgl Färbinger     | Slalom       | –             | –             | –             | –             | DSQ         | DSQ     | DSQ         | DSQ     | DSQ         | DSQ    |
| Heidi Mittermaier   | Abfahrt      | –             | –             | –             | –             | –           | –       | –           | –       | 2:03,05 min | 23     |
| Heidi Mittermaier   | Riesenslalom | –             | –             | –             | –             | –           | –       | –           | –       | 2:00,77 min | 22     |
| Heidi Mittermaier   | Slalom       | –             | –             | –             | –             | 47,41 s     | 16      | 50,14 s     | 9       | 1:37,55 min | 10     |
| Männer              |              |               |               |               |               |             |         |             |         |             |        |
| Willy Bogner        | Abfahrt      | –             | –             | –             | –             | –           | –       | –           | –       | 2:20,72 min | 9      |
| Willy Bogner        | Riesenslalom | –             | –             | –             | –             | –           | –       | –           | –       | DNF         | DNF    |
| Wolfgang Bartels    | Abfahrt      | –             | –             | –             | –             | –           | –       | –           | –       | 2:19,48 min | Bronze |
| Wolfgang Bartels    | Riesenslalom | –             | –             | –             | –             | –           | –       | –           | –       | DNF         | DNF    |
| Wolfgang Bartels    | Slalom       | 57,91 s       | 40            | 55,84 s       | 8             | 1:13,83 min | 14      | 1:02,09 min | 7       | 2:15,92 min | 9      |
| Eberhard Riedel     | Riesenslalom | –             | –             | –             | –             | –           | –       | –           | –       | 1:54,17 min | 15     |
| Eberhard Riedel     | Slalom       | 55,88 s       | 30            | 54,44 s       | 3             | 1:13,57 min | 11      | 1:05,28 min | 21      | 2:18,85 min | 18     |
| Ernst Scherzer      | Slalom       | 54,77 s       | 19            | –             | –             | 1:14,67 min | 21      | 1:03,43 min | 14      | 2:18,10 min | 13     |
| Fritz Wagnerberger  | Abfahrt      | –             | –             | –             | –             | –           | –       | –           | –       | 2:21,03 min | 12     |
| Ludwig Leitner      | Abfahrt      | –             | –             | –             | –             | –           | –       | –           | –       | 2:19,67 min | 5      |
| Ludwig Leitner      | Riesenslalom | –             | –             | –             | –             | –           | –       | –           | –       | 1:50,04 min | 8      |
| Ludwig Leitner      | Slalom       | 51,45 s       | 2             | –             | –             | 1:11,19 min | 8       | 1:01,75 min | 4       | 2:12,94 min | 5      |

### Skilanglauf
Von dem 13-köpfigen Skilanglaufteam kamen sieben Athleten aus Ost-, sechs aus Westdeutschland. In den Einzelentscheidungen konnte lediglich Walter Demel über 30 km mit Platz zehn auf sich aufmerksam machen. Er war damit auf dieser Strecke bester Mitteleuropäer. In den Staffelentscheidungen belegten die Damen einen guten vierten Platz, die Herren Platz sieben.
| Athleten                                             | Wettbewerbe       | Zeit        | Rang |
| ---------------------------------------------------- | ----------------- | ----------- | ---- |
| Frauen                                               |                   |             |      |
| Rita Czech-Blasel                                    | 5 km              | 19:09,1 min | 12   |
| Rita Czech-Blasel                                    | 10 km             | 44:07,8 min | 15   |
| Renate Dannhauer                                     | 5 km              | 19:17,0 min | 15   |
| Renate Dannhauer                                     | 10 km             | 43:52,7 min | 14   |
| Christine Nestler                                    | 5 km              | 19:21,4 min | 17   |
| Christine Nestler                                    | 10 km             | 43:38,2 min | 13   |
| Elfriede Spiegelhauer                                | 5 km              | 19:52,3 min | 19   |
| Elfriede Spiegelhauer                                | 10 km             | 44:08,8 min | 16   |
| Rita Czech-Blasel Renate Dannhauer Christine Nestler | 3 × 5 km Staffel  | 1:04:29,9 h | 4    |
| Männer                                               |                   |             |      |
| Karl Buhl                                            | 15 km             | 57:10,2 min | 44   |
| Helmut Weidlich                                      | 15 km             | 56:04,6 min | 36   |
| Enno Röder                                           | 15 km             | 54:52,8 min | 24   |
| Walter Demel                                         | 15 km             | 54:37,0 min | 22   |
| Walter Demel                                         | 30 km             | 1:33:10,2 h | 10   |
| Heinz Seidel                                         | 30 km             | 1:40:01,0 h | 29   |
| Alfons Dorner                                        | 30 km             | 1:41:09,5 h | 34   |
| Rudolf Dannhauer                                     | 30 km             | 1:40:35,7 h | 32   |
| Rudolf Dannhauer                                     | 50 km             | DNF         | DNF  |
| Herbert Steinbeißer                                  | 50 km             | 3:06:52,2 h | 30   |
| Siegfried Weiß                                       | 50 km             | 3:00:43,0 h | 24   |
| Heinz Seidel Helmut Weidlich Enno Röder Walter Demel | 4 × 10 km Staffel | 2:26:34,4 h | 7    |

### Skispringen
Mit dem dreifachen Vierschanzentourneegewinner und Olympiasieger von 1960, Helmut Recknagel und Max Bolkart, ebenfalls Vierschanzentourneegewinner, angereist, sprang am Ende für das Sprungteam keine Medaille heraus. Dieter Neuendorf lag nach dem ersten Durchgang auf der Normalschanze noch auf dem Bronzerang, rutschte aber auf Platz fünf ab. Auch auf der Großschanze lagen deutsche Springer zwischenzeitlich aussichtsreich platziert, es reichte aber nur für Platz vier, den Dieter Bokeloh belegte.
| Athleten         | Wettbewerb    | 1. Durchgang | 1. Durchgang | 2. Durchgang | 2. Durchgang | Gesamt | Gesamt |
| Athleten         | Wettbewerb    | Weite        | Punkte       | Weite        | Punkte       | Punkte | Rang   |
| ---------------- | ------------- | ------------ | ------------ | ------------ | ------------ | ------ | ------ |
| Männer           |               |              |              |              |              |        |        |
| Max Bolkart      | Normalschanze | 72,5 m       | 98,1         | 70,0 m       | 93,4         | 191,5  | 37     |
| Karl-Heinz Munk  | Normalschanze | 77,0 m       | 104,9        | 75,0 m       | 102,1        | 207,0  | 9      |
| Karl-Heinz Munk  | Großschanze   | 87,0 m       | 104,5        | 80,0 m       | 96,1         | 200,6  | 21     |
| Dieter Neuendorf | Normalschanze | 78,5 m       | 109,3        | 77,0 m       | 105,4        | 214,7  | 5      |
| Dieter Neuendorf | Großschanze   | 92,5 m       | 109,8        | 84,5 m       | 102,8        | 212,6  | 8      |
| Helmut Recknagel | Normalschanze | 77,0 m       | 105,4        | 75,5 m       | 105,0        | 210,4  | 6      |
| Helmut Recknagel | Großschanze   | 89,0 m       | 107,0        | 86,5 m       | 105,8        | 212,8  | 7      |
| Dieter Bokeloh   | Großschanze   | 92,0 m       | 108,1        | 83,5 m       | 106,5        | 214,6  | 4      |

## Ersatzstarter
Eine relativ hohe Anzahl von Sportlern gehörten zur Olympiamannschaft und waren auch in Innsbruck vor Ort, wurden jedoch letztlich nicht in den Wettkämpfen eingesetzt.
- Biathlon:  Herbert Kirchner
- Bob:  Theodor Bauer,  Alfons Hammerl,  Hans Maurer II,  Hans Rösch,  Ullrich Wagner
- Eisschnelllauf:  Dieter Halbach,  Hannelore Strauß
- Nordische Kombination:  Günter Meinel
- Rodeln:  Jochen Asche,  Michael Köhler,  Wolfgang Scheidel,  Ute Gähler,  Josef Fleischmann,  Josef Lenz,  Max Leo,  Luzie Hacklsperger
- Ski Alpin:  Peter Lützendorf,  Benno Frank,  Christel Prinzing,  Constanze Röhrs
- Skilanglauf:  Gudrun Zschögner
- Skispringen:  Kurt Schramm